# Куттер колбасный

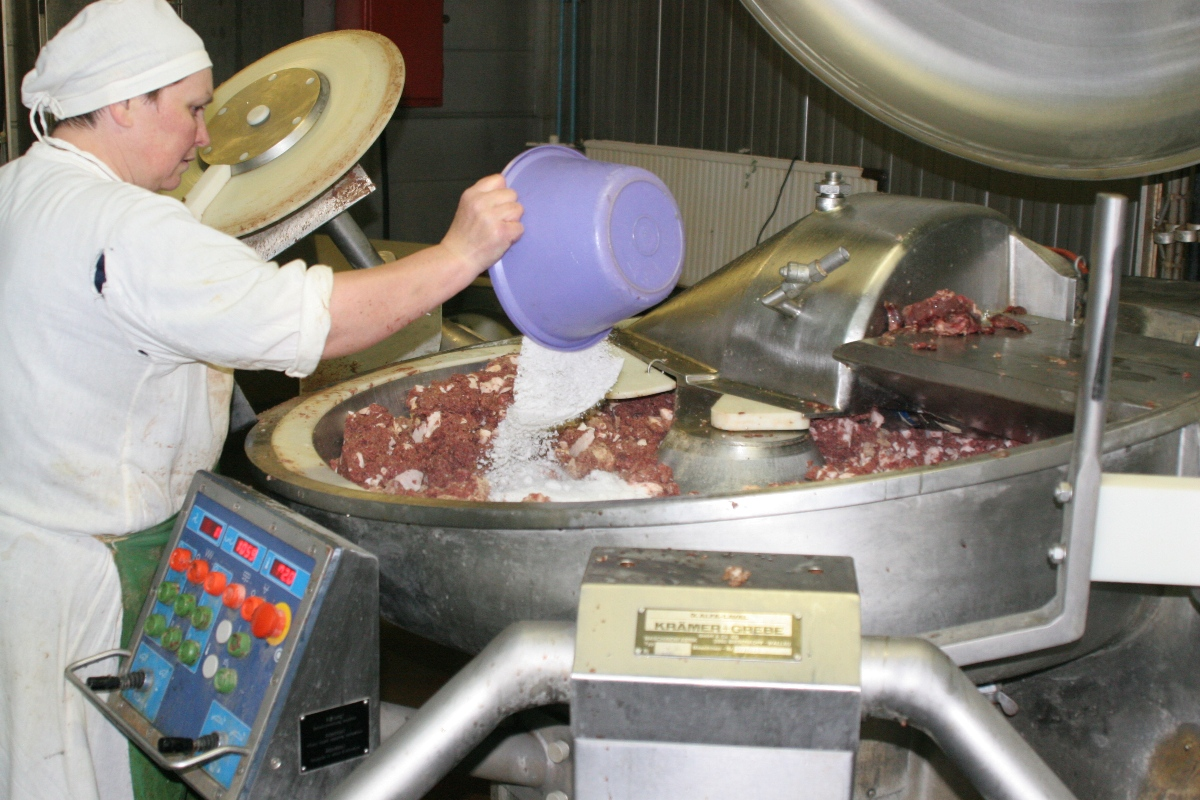
Куттер

Куттер колбасный (от англ. cut — резать) — машина для тонкого или структурного измельчения мяса и приготовления фарша при производстве полукопчёных, варёно-копчёных, варёных, сырокопчёных, ливерных колбас, сарделек, сосисок, паштетов из рыбы, птицы и мяса.
На станине куттера укреплена вращающаяся чаша и вал с несколькими парами специальных куттерных ножей, вращающимися в плоскости, перпендикулярной плоскости вращения чаши, при помощи которых производится измельчение и перемешивание ингредиентов фарша. Современные куттеры имеют закрывающуюся крышку и систему создания вакуума для удаления из фарша воздуха, они оснащены устройствами и приборами для механической загрузки и выгрузки мяса, дозирования воды и рассола, для контроля за продолжительностью и качеством измельчения, числом оборотов ножевого вала и чаши, агрегатами и устройствами для поддержания заданной температуры в чаше.
Существуют также куттеры с горизонтальным вращением ножей по типу блендера.